# Ngouimakong
Ngouimakong ou Ngoulmakong est un village de la région du Centre du Cameroun, situé dans la commune de Makak. 

## Population et développement
En 1962, la population de Ngouimakong était de 399 habitants. La population de Ngouimakong était de 463 habitants dont 241 hommes et 222 femmes, lors du recensement de 2005.     